# Josep Lluís Sert

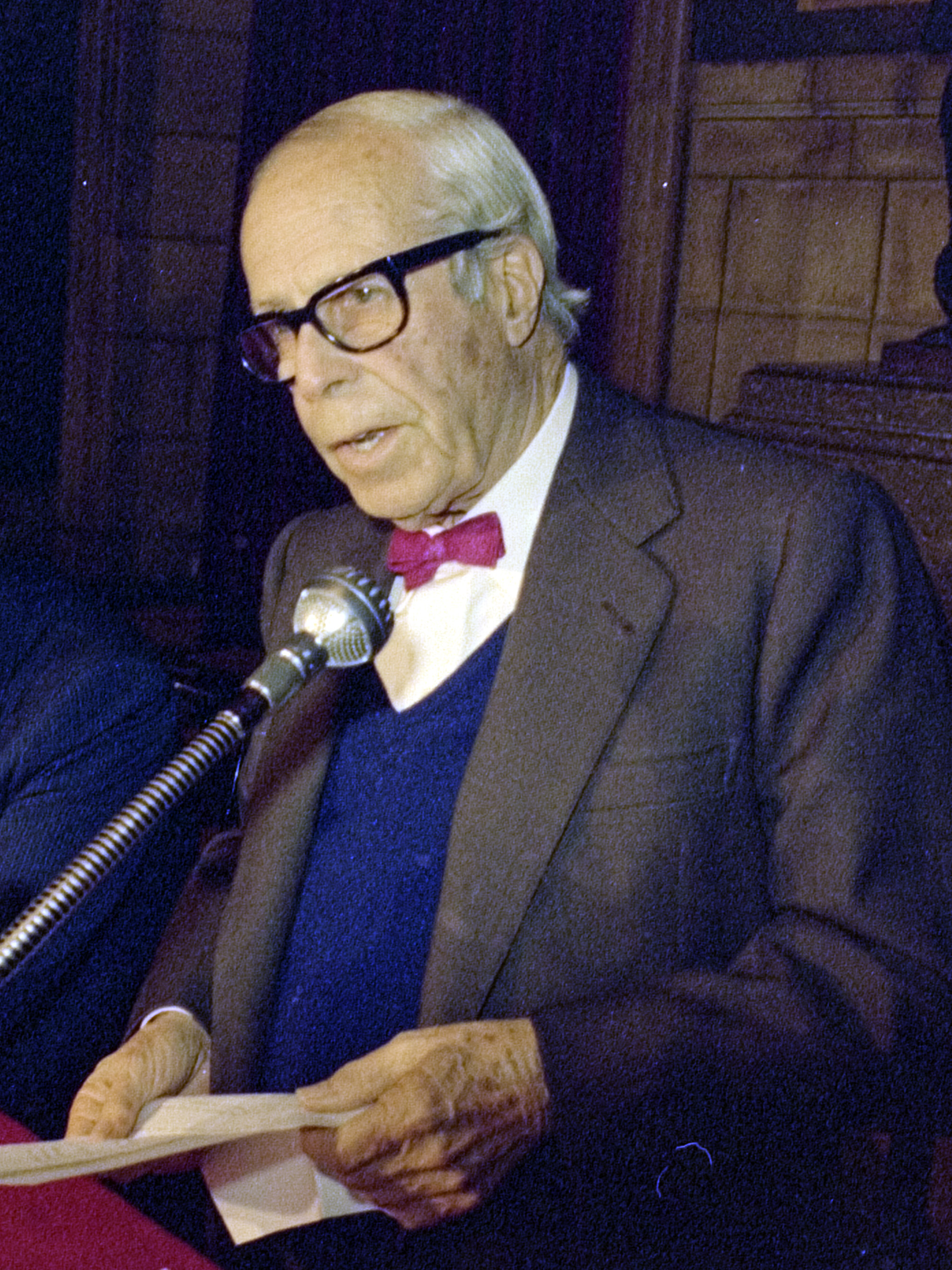
Josep Lluís Sert (1981)

Josep Lluís Sert i López (* 1. Juli 1902 in Barcelona, Spanien; † 15. März 1983 ebenda) war ein spanischer Architekt und Stadtplaner.

## Leben
Geboren 1902 in Barcelona, interessierte sich der Katalane Sert bereits früh für die Arbeiten Gaudís wie auch für die Malerei seines Onkels Josep Maria Sert. Er studierte an der Hochschule für Architektur in Barcelona.
Nach seinem Abschluss an der Escuela Superior de Architectura, an der er von 1921 bis 1928 studiert hatte, arbeitete er in Paris mit Le Corbusier und Pierre Jeanneret zusammen. Mit ihnen und weiteren Gleichgesinnten gründete er die GATEPAC (span. Grupo de Artistas y Técnicos Españoles Para la Arquitectura Contemporánea, „Gruppe spanischer Künstler und Techniker für die moderne Architektur“).
Sert entwarf den spanischen Pavillon für die Weltausstellung 1937. 1939 zog er nach Amerika und arbeitete an Stadtentwicklungsprojekten u. a. in Bogotá und Havanna. Zwischen 1947 und 1956 war Josep Lluis Sert Präsident des Congrès International d’Architecture Moderne, seine Entwicklung ist eng mit der Geschichte dieser Gruppe verbunden.
1952 hatte Sert eine einjährige Gastprofessur an der Yale University. Im Jahr darauf wurde er als Nachfolger Walter Gropius’ Dekan der Harvard Graduate School of Design, wo er bis 1969 blieb. 1954 wurde er in die American Academy of Arts and Sciences gewählt. Während seiner Zeit in Harvard gründete Sert 1955 mit einigen Partnern ein Architekturbüro und arbeiteten an Projekten in den Vereinigten Staaten, darunter Bürobauten, öffentliche Gebäude, Kauf- und Wohnhäuser. In der Nachbarschaft der Harvard University schuf Sert einige seiner bekanntesten Gebäude.
Die Académie royale des Sciences, des Lettres et des Beaux-Arts de Belgique (Classe des Beaux-Arts) nahm ihn 1973 als assoziiertes Mitglied auf.

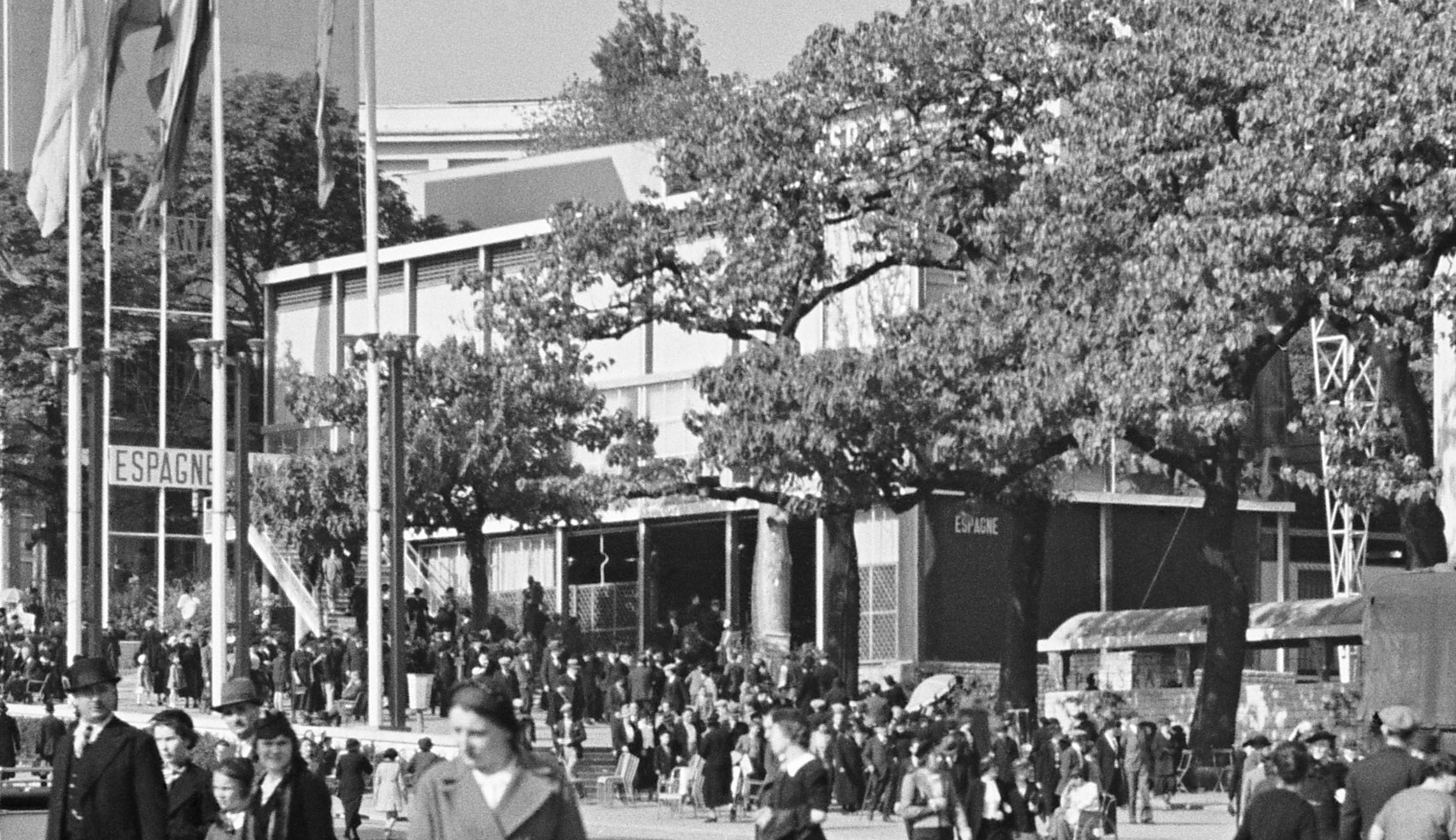
Spanischer Pavillon auf der Weltausstellung Paris 1937

## Werk

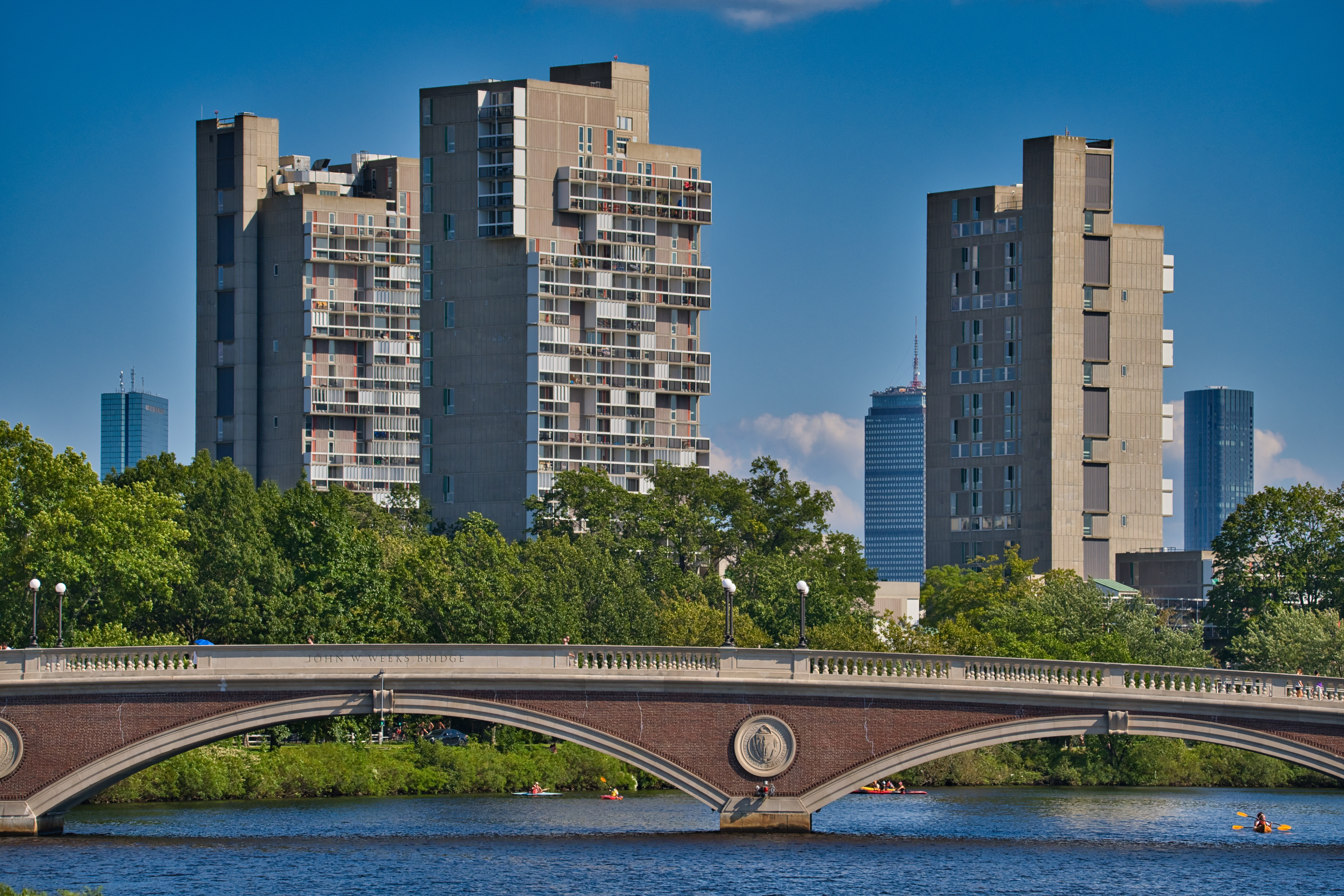
Studentenwohnheim Peabody Terrace in Cambridge von 1964

Seine Arbeit verbindet die Anliegen der Stadtplanung mit einer Architektur, die ihre Wurzeln im mediterranen Gebiet hat. Er trat in der Architektur ein für ein intensives Verhältnis zur Kunst. Er hatte insbesondere während seiner Pariser Jahre Kontakt zu Pablo Picasso, Fernand Léger, Joan Miró und Alexander Calder.
Seine bekanntesten Bauwerke sind der Pavillon für die Spanische Republik auf der Pariser Weltausstellung von 1937, den er gemeinsam mit Luis Lacasa schuf, 1956 die Werkstatt für Joan Miró in Cala Major, einem Vorort von Palma de Mallorca, die Harvard-Studentenheimblöcke mit ihren unruhigen Konturen (1962–64) die amerikanische Botschaft in Bagdad und die Fondation Maeght in Saint-Paul-de-Vence bei Nizza in Frankreich (1959–64) sowie die im Stile der lokalen Architektur erbaute Siedlung Sert in Can Pep Simó bei Cap Martinet in Talamanca auf Ibiza und dort auch die Casa Sert (1968–1971).

Fondation Maeght von 1964

Die Fondation Maeght verbindet in genialer Weise Natur und Architektur. Das Gebäude aus Beton und Glas, das auf einem Felssockel ruht, umschließt einen Hof, der nach einer Seite hin geöffnet ist. Die Innenräume mit weißen Wänden und großen Öffnungen, durch die man die Landschaft sehen kann, werden durch das vom Dach reflektierte natürliche Licht erhellt. Eine vergleichbare Konstruktion weist das Studienzentrum der zeitgenössischen Kunst, die Fundació Joan Miró, in Barcelona auf. Es wurde 1975 von Sert erbaut.

## Bauten (Auswahl)
- 1932–36 (mit Joan Baptista Subirana und Josep Torres Clavé): Casa Bloc, Barcelona
- 1937: Spanischer Pavillon (Pabellón de la República) auf der Weltausstellung in Paris (nach Ausstellungsende abgebaut)
- 1955–60: Botschaft der Vereinigten Staaten mit Nebengebäuden und Wohnhaus des Botschafters, Bagdad[3][4][5] (ruinös erhalten)
- 1956: Werkstatt von Joan Miró, heute Studio Sert der Fundació Pilar i Joan Miró a Mallorca, Palma
- 1960: Holyoke Center, heute Smith Campus Center, Cambridge (Massachusetts)[6]
- 1964: Studentenwohnheim Peabody Terrace der Harvard University, Cambridge[7][8]
- 1964: Fondation Maeght, Saint-Paul-de-Vence
- 1964–65: Casa Jutta von Seht, Santa Eulària des Riu[9]
- 1971: Karmelitinnenkloster, Mazille
- 1972–73: Science Centre, Harvard University, Cambridge (Massachusetts)
- 1975: Fundació Joan Miró, Barcelona
- Dispensario Antituberculoso, Barcelona
- Edificio de Viviendas en la calle Muntaner, Barcelona
- Escuela del Segell Pro Infància, Arenys de Mar

## Schriften (Auswahl)
- J. J. Sweeney und J. L. Sert: Antoni Gaudí. Verlag Hatje, Stuttgart 1960